# كرمونة (إيطاليا)
كَرِمُونة أو كريمونة أو (نقحرة: كريمونا) (بالإيطالية: Cremona)‏، مدينة إيطالية بإقليم لُمبردية شمال البلاد، وعاصمة مقاطعة كَرِمُونة عدد سكانها 70.883 نسمة. تقع على الضفة اليسرى لنهر بادي.

## السكان
في سنة 1861 بلغ عدد السكان 43٬614 نسمة، وتطور العدد ليصل في سنة 2011 لـ 69٬589 نسمة.
يظهر هذا المخطط البياني تطور النمو السكاني لـ كَرمونة

## التاريخ

### التاريخ القديم
ذكرت كَرِمُونة لأول مرة في التاريخ كمستوطنة لقبيلة االسينومانيين الغالية (السلتية) التي وصلت إلى وادي بو حوالي سنة 400 قبل الميلاد. ومع ذلك فالأرجح أن اسم كَرِمُونة قد أطلقه مستوطنون أقدم. في عام 218 ق.م حصـّنها الرومان كنقطة حدودية (مستعمرة) شمال البو. وقد تأسست كَرِمُونة وبلاسنتيا القريبة (بياشنسا الحالية جنوب البو) في العام نفسه، كقواعد اختراق في ما أصبح مقاطعة الألب الغالي الرومانية. نمت كَرِمُونة بسرعة حتى صارت إحدى أكبر المدن في شمال إيطاليا وكانت على طريق بوستوميا الرئيسي الرابط بين جنوا وأكويليا. زوّدت يوليوس قيصر بالقوات وانتفعت من حكمه، بيد أنها لاحقاً أيّدت ماركوس يونيوس بروتوس ومجلس الشيوخ في صراعهما مع أوغسطس الذي انتصر في عام 40 ق.م، وصادر أراضي كَرِمُونة ووزّعها على رجاله. وقد فقد الشاعر الشهير فيرجيل الذي ذهب إلى المدرسة في كَرِمُونة مزرعته الموروثة، ولكنه استعادها فيما بعد. استمر ازدهار المدينة المتزايد حتى عام 69، لـمّا دُمـّرت في معركة بدرياكوم الثانية من قبل قوات فيسباسيان الذي يقاتل ليكون إمبراطوراً ضد خصمه فيتيليوس. أعيد بناء كَرِمُونة بمساعدة فيسباسيان نفسه، ولكنها فيما يبدو فشلت في استعادة ازدهارها السابق فاختفت من التاريخ حتى القرن السادس، عندما برزت من جديد كنقطة عسكرية حدودية لصالح الإمبراطورية الرومانية الشرقية (البيزنطية) خلال الحرب القوطية.

### العصور الوسطى المبكرة
لمّا غزا اللومبارديون أغلب الأراضي الإيطالية في النصف الثاني من القرن السادس ظلت كَرِمُونة معقلاً بيزنطياً تابعاً لإكسرخسية رافينا. اتسعت المدينة نحو الشمال الغربي بإقامة معسكر مخندق كبير خارج الأسوار. ظفر بها ملك اللومبارديين أجيلولفو في عام 603 ودُمّرت مرة أخرى. وتم تقسيم أراضيها بين دُوقيتي بريشا وبيرغامو. ولكن زوجته الملكة تيودوليندا الكاثوليكية المتدينة والعازمة على تنصير شعبها، أعادت بناء كَرِمُونة في عام 615 ونـَصـّبَت أسقفاً عليها. أُحكمت شيئاً فشيئاً سيطرة الأساقفة على المدينة والذين صاروا لاحقاً مـُقـْطـَعين من طرف الإمبراطورية الرومانية المقدسة بعد استيلاء شارلمان على إيطاليا. هكذا عززت كَرِمُونة باطراد من قوتها وازدهارها ولعب بعض أساقفتها أدواراً هامة بين القرنين العاشر والحادي عشر. فقد كان الأسقف ليوتبراندو الكريموني عضواً في البلاط الإمبراطوري تحت حكم السلالة الساكسونية، وتحصل الأسقف أولديريكو على امتيازات قوية لمدينته من الإمبراطور أوتو الثالث. انتعش اقتصادها بإنشاء ميناء نهري خارج الحصن البيزنطي السابق.
تنازعا الأسقفان لامبرتو وأوبالدو مع أهل المدينة. وحسم الإمبراطور كونراد الثاني الخلاف بدخوله كَرِمُونة في عام 1037 مع البابا الشاب بينيدكتوس التاسع.
في عهد هنري الرابع، رفضت كَرِمُونة دفع الضرائب الجائرة التي طلبها الإمبراطور والأسقف. ووفقا للأسطورة، فإن غونفالونييري المدينة الأكبر جوفاني بالديزيو انتصر على الإمبراطور نفسه بالمبارزة فوفـّر على المدينة دفع كرة ذهبية يقارب وزنها ثلاثة كيلوغرامات كانت تقدمها سنويا للإمبراطور، وقـُدمت بدلاً من ذلك هذا العام مهراً لزواجه من مخطوبته بيرتا. وبعد بضعة سنوات، خلـّد شعار المدينة هذه الحادثة، حيث ظهر ذراع بالديزيو حاملاً الكرة الذهبية الضريبة، مع عبارة «قوتي في ذراعي» باللاتينية.

### بلدية كَرِمُونة
دخلت كَرِمُونة تحالفاً عسكرياً معادياً للإمبراطورية تقوده الكونتيسا ماتيلدي التي لها العديد من مناطق النفوذ عبر وادي البو، وضمّ التحالف أيضاً لودي وميلانو وبياتشنسا. وانتهى الصراع بأن أقسم الإمبراطور هنري الرابع على الطاعة للبابا أوربانوس الثاني سنة 1098. وبـِوَهـب كَرِمُونة المنطقة المحيط بمدينة كريما القريبة (Insula Fulcheria) كأراضٍ تتبعها، أُعلنت كَرِمُونة بلديةً حرة، وأصبحت إحدى أغنى وأقوى ومن أكثر المدن سكاناً شمال إيطاليا.
و منذ ذلك الحين، تحاربت البلدية الجديدة مع المدن القريبة لتوسيع أراضيها. في عام 1107 استولت كَرِمُونة على تورتونا، ولكن جيشها هـُزم هزيمة كبيرة بعد أربع سنوات قرب بريسانورو. وكما حدث في العديد من المدن الإيطالية الشمالية، انقسم الشعب ضمن الحزبين المتناحرين، الغويلفيون الذين كانوا أقوى في المدينة الجديدة والغيبلينيون الذين اتخذوا المدينة القديمة قاعدة له. كان الصراع محتدماً بين الفصيلين حتى أن الغويلفيين بنوا قصراً بلدياً آخر، قصر تشيتانوفا (قصر المدينة الجديد) والذي لا يزال قائماً.
عندما هبط فريدريك بربروسا إيطاليا لتأكيد سلطته، وقفت كَرِمُونة إلى جانبه طمعاً في مساندته ضد كريما والتي تمردت بمساعدة ميلانو. بعد الانتصار أكسبها موقفها الموالي للإمبراطور الحق في سك عملتها الخاصة عام 1154.

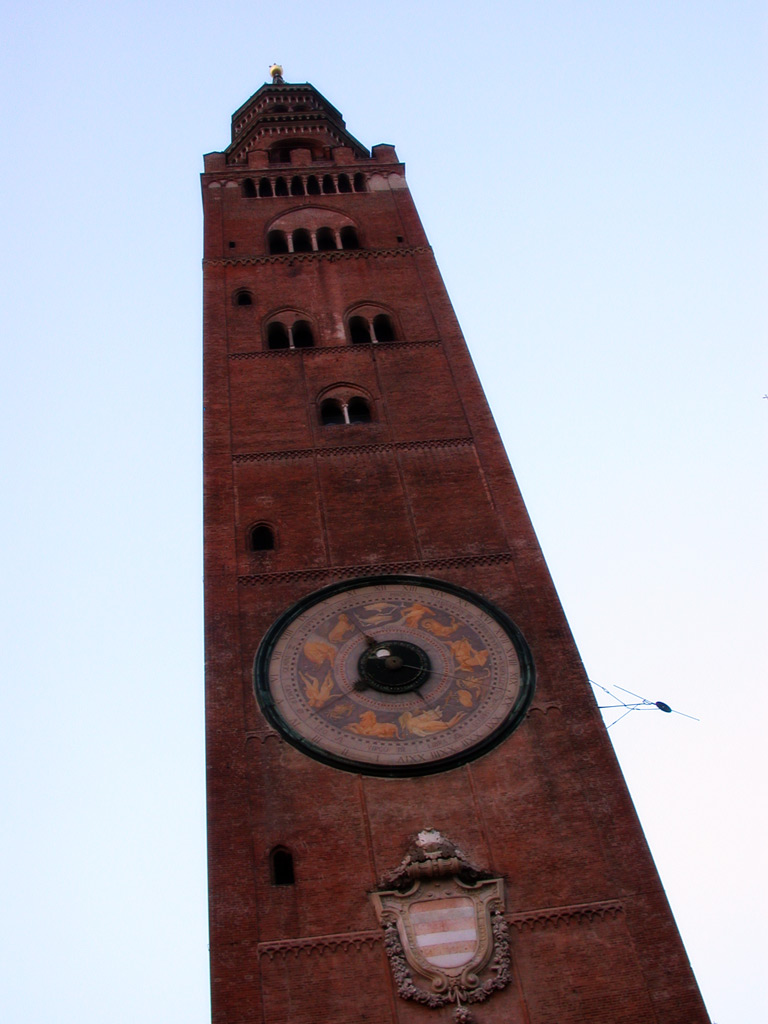
برج توراتسو

في عام 1162 هاجمت قوات إمبراطورية وكريمونية ميلانو ودمـّرتها. ولكن المدينة غيرت موقفها وانضمت إلى الرابطة اللومباردية عام 1167. وفي يوم 29 مايو 1176 كان جنودها جزءاً من الجيش الذي هزم بربروسا في معركة لنيانو. غير أن الوضع لم يستمر على حاله. ففي سنة 1213 بكاستيليوني هزمت القوات الكريمونية رابطة ميلانو ولودي وكريما ونوفارا وكومو وبريشا. وتحالفت كَرِمُونة عام 1232 مع الإمبراطور فريدريك الثاني الذي كان يحاول إعادة بسط سلطان الإمبراطورية على شمال إيطاليا. وكان الكريمونيون مع الفريق الفائز في معركة كورتينووفا. كثيراً ما كان فريديريك يعقد بلاطه في المدينة. ولكن الغيبلينيين تكبدوا هزيمة ثقيلة في معركة بارما وأُسر أكثر من ألفي كريموني. بعد عدة سنوات ثأرت كَرِمُونة لنفسها بانتصارها على جيش بارما. واستولى جيشها بقيادة أومبيرتو بالافيتشينو على عربة بارما (الكاروتشو) وأبقوا سراويل العدو معلقة من سقف الكاتدرائية لعدة قرون كإشارة على إذلال الغريم.
أصبح التروبادور لوكيتو غاتيلوزيو في سنة 1301 بودستا كَرِمُونة. وخلال هذه الفترة ازدهرت كَرِمُونة ووصل عدد سكانها إلى 80000، مقابل 69000 عام 2001.

### السنيوريـّا
بطـرد باللافيتشينو من كَرِمُونة في الأول من نوفمبر عام 1266، سقطت الحكومة الغيبلينية، وتخلى خليفته الغيبليني بووزو دا دوفارا عن السلطة إلى جمعية السلام والإيمان المتكونة من مواطنين، والتي أمسكتها حتى 31 ديسمبر 1270، حين استحدث منصب زعيم الشعب (Capitano del Popolo). في 1276 آلت السنيوريا (السيادة) إلى الماركيز كافالكابو كافالكابو والذي خـَلـَفـَه ابنه غولييلمو كافالكابو في سنة 1305 واستمر ماسكاً للسلطة حتى عام 1310. أُنشاءت خلال هذه الفترة العديد من المباني أو تم تجديدها بما في ذلك برج توراتسو وكنيسة سان فرانشيسكو الرومانسكية وأجنحة الكاتدرائية وإيوان ميليتي. كما أُعطيت الزراعة دفعة بشبكة قنوات جديدة.

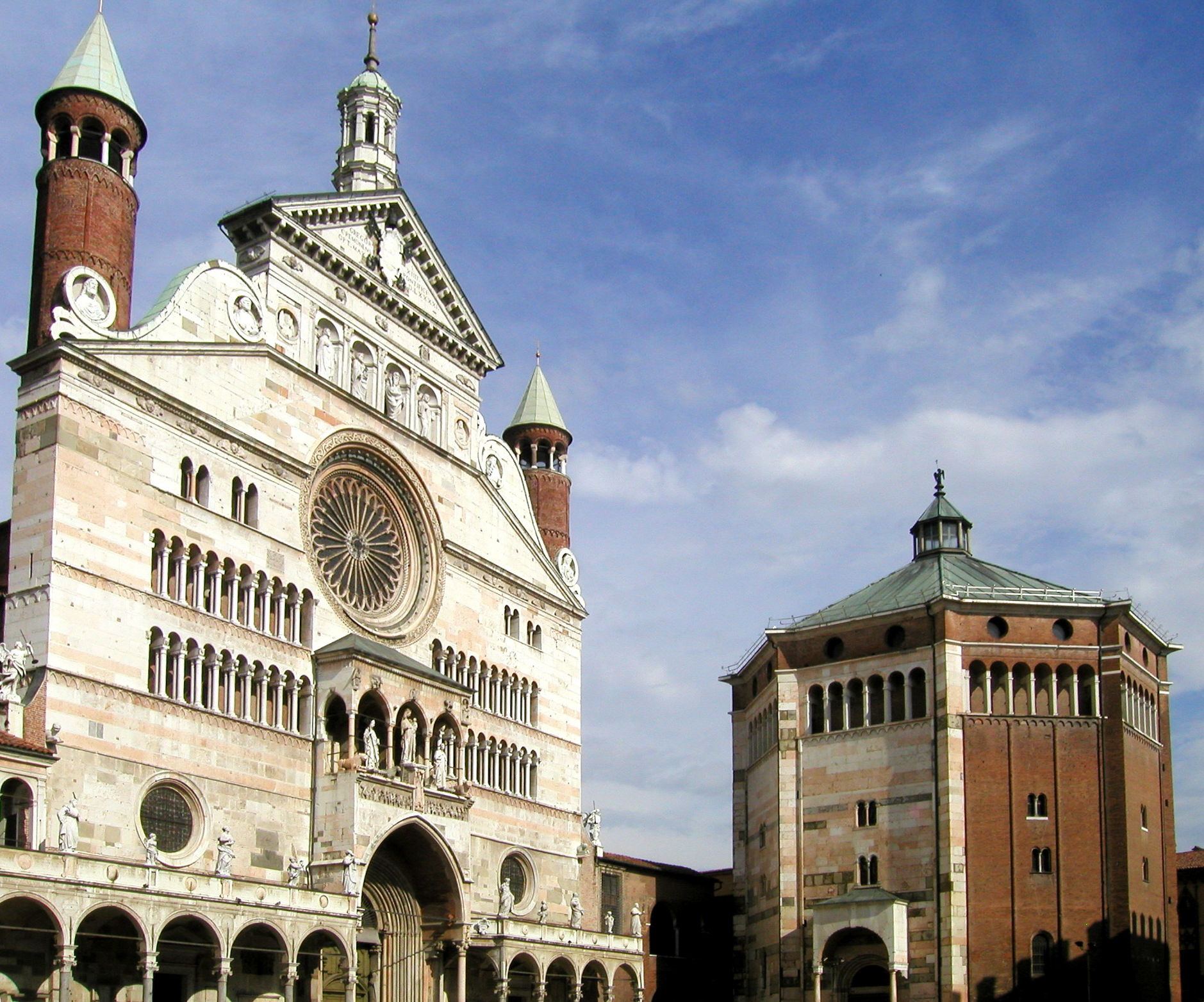
الكاتدرائية

ابتداء من عام 1311 تبادل آل كافالكابو السيادة مع سادة من عائلات غويلفية من خارج كَرِمُونة. كان من بينهم الغيبليني هنري السابع في عام 1311، وجيلبرتو دا كوريدجو في عام 1312، وروبيرتو دي بوليا في عام 1313. بانتهاء سيادة جاكومو كافاكابو في 29 نوفمبر 1322، دخلت على المشهد عائلة لومباردية أخرى ذات نفوذ وهي آل فيسكونتي من خلال غالياتسو الأول، وقد أثرت هذه العائلة في تاريخ المدينة للمائة والخمسين عاماً المقبلة.
انقطعت سيادة عائلة فيسكونتي من قبل: لودفيش البافاري في عام 1327، ويانغ كونت لوكسمبورغ في عام 1331، وعادت لآل كافالكابو عام 1403. في 25 يوليو 1406، قـَتل كابرينو فوندولو قائد قوات أوغولينو كافالكابو بالخديعة ذكور أسرة كافالكابو، وتولى السيادة على كَرِمُونة. ولمّا ظهر أنه غير قادر على القيام بأمور السلطة، تنازل عن كَرِمُونة لآل فيسكونتي مقابل دفع 40,000 فلورين ذهبي، وانسحب إلى كاستليوني.
و هكذا أقام فيليبو ماريا فيسكونتي سيادته الوراثية. أصبحت كَرِمُونة جزءاً من دوقية ميلانو، تابـِعةً مصيرها حتى توحيد إيطاليا. شهـِدت كَرِمُونة تحت حـُكم آل فيسكونتي وثم آل سفورزا تطوراً ثقافياً ودينياً عالياً. في سنة 1411 صار قصر تشيتانوفا مقراً لجامعة تجار الفستيان. أُختيرت في سنة 1441 للاحتفال بزفاف فرانشيسكو الأول سفورزا وبيانكا ماريا فيسكونتي في معبد بناه البنيدكتيون والذي هو اليوم كنيسة سان سيجيسموندو التي بنيت بعد ذلك بقليل. وبتلك المناسبة ابتكرت حلوة جديدة والتي تحولت لاحقاً إلى حلوى التوروني الشهيرة. ساند لودوفيكو سفورزا إنشاء أعمال عديدة للكاتدرائية وكنيسة سانت أغاتا والقصر البلدي.

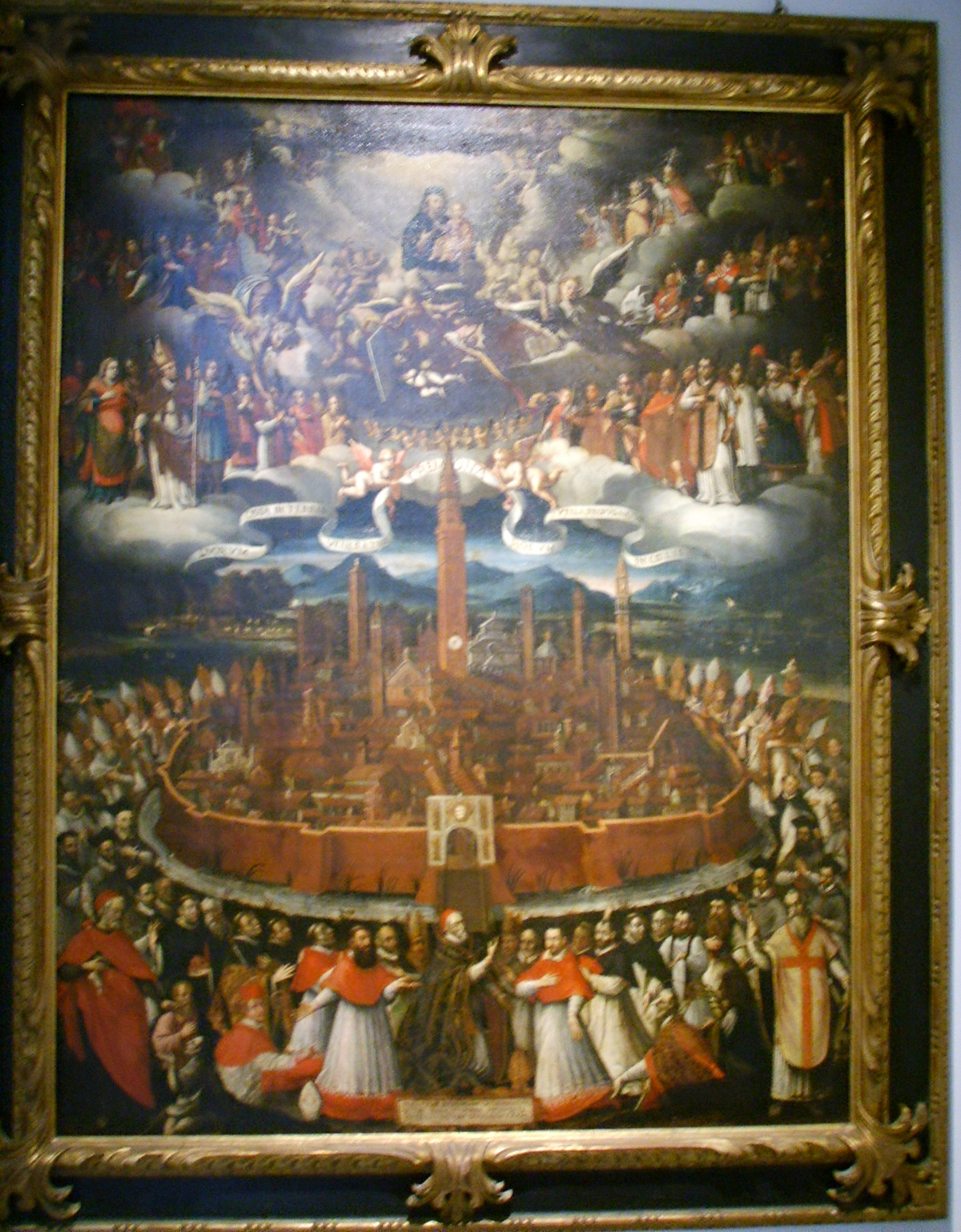
مدينة كَرِمُونة، رسم من القرن السابع عشر، متحف ألا بونزوني، كَرِمُونة

في عام 1446 طـُوِقت قوات الكوندوتييريين فرانشيسكو بيتشينينو ولويجي دال فيرمي كَرِمُونة. ورفع الحصار بعد وصول سكاراموتشا دا فورلي من البندقية.

### الاحتلال الأجنبي
كانت كَرِمُونة من عام 1499 إلى 1509 تحت سيطرة البنادقة. جعلها انتصار الرابطة الإيطالية في معركة أنياديلو تعود إلى دوقية ميلانو. بيد أن هذه الأخير سُلـّمت لإسبانيا بموجب معاهدة نويون (1513). ولم تسقط كَرِمُونة في يد الحكام الجدد إلا في عام 1524 باستسلام قلعة سانتا كروشي. وأخيراً طـُرد الفرنسيون من الدوقية بعد عامين، مع معاهدة مدريد، ولاحقاً ظلت كَرِمُونة طويلاً تحت السيطرة الأجنبية. ولم يمنع هذا من مواصلة التزيينات مثل إيوان سقيفة الكاتدرائية من قبل لورينزو تروتي (1550) أو كنيسة سان سيرو الجديدة من قبل أنطونيو جالديني (1614).
كان الحكم الإسباني متوسطاً. عجز عن مواجهة المجاعة عام 1628 والطاعون عام 1630، وبعد احتلال فرنسي قصير الأمد في عام 1701 خلال حرب الخلافة الإسبانية، انتقلت إلى النمسا يوم 10 أبريل 1707 وقد صادق صلح أوتريخت على الاستيلاء عام 1714.
من أشهر أعلام المدينة الفنانة اللبنانية سميرة توفيق